# Марш Шермана до моря
Марш Шермана до моря (Sherman's March to the Sea) — похід армії Союзу під проводом генерала Шермана до узбережжя Атлантичного океану в листопаді — грудні 1864 року на західному театрі громадянської війни у США.

## Опис походу
Операція проходила на території штату Джорджія, її наслідком стало взяття порту Саванна в грудні 1864 року. Також кампанія відома як «Саваннська операція». Ця кампанія була невід'ємною частиною стратегії головнокомандуючого армією Півночі генерала Улісса Гранта, призначеного на цю посаду 12 березня 1864 року.
Планувалося, що генерал Шерман через тил конфедератів прорветься до Атланти, а звідти — до узбережжя Мексиканської затоки та тим самим розітне навпіл територію супротивника. Захоплення Атланти на початку вересня створило умови для початку другої частини стратегічного плану— власне «Марша до моря». Після захоплення Атланти Шерман зі згоди Гранта змінив напрямок удару і від Атланти вирушив до Саванни, що виявилося ще ефективніше.
Шерман виступив з Атланти 15 листопада 1864 року. В його розпорядженні було дві армії двукорпусного складу: Теннессійська армія Олівера Ховарда та Джорджианська армія Слокама, в цілому близько 62 000 людей. Цим силам протистояла нечисельна армія Вільяма Харді, чисельність котрої звично не перевищувала 13 000 осіб.

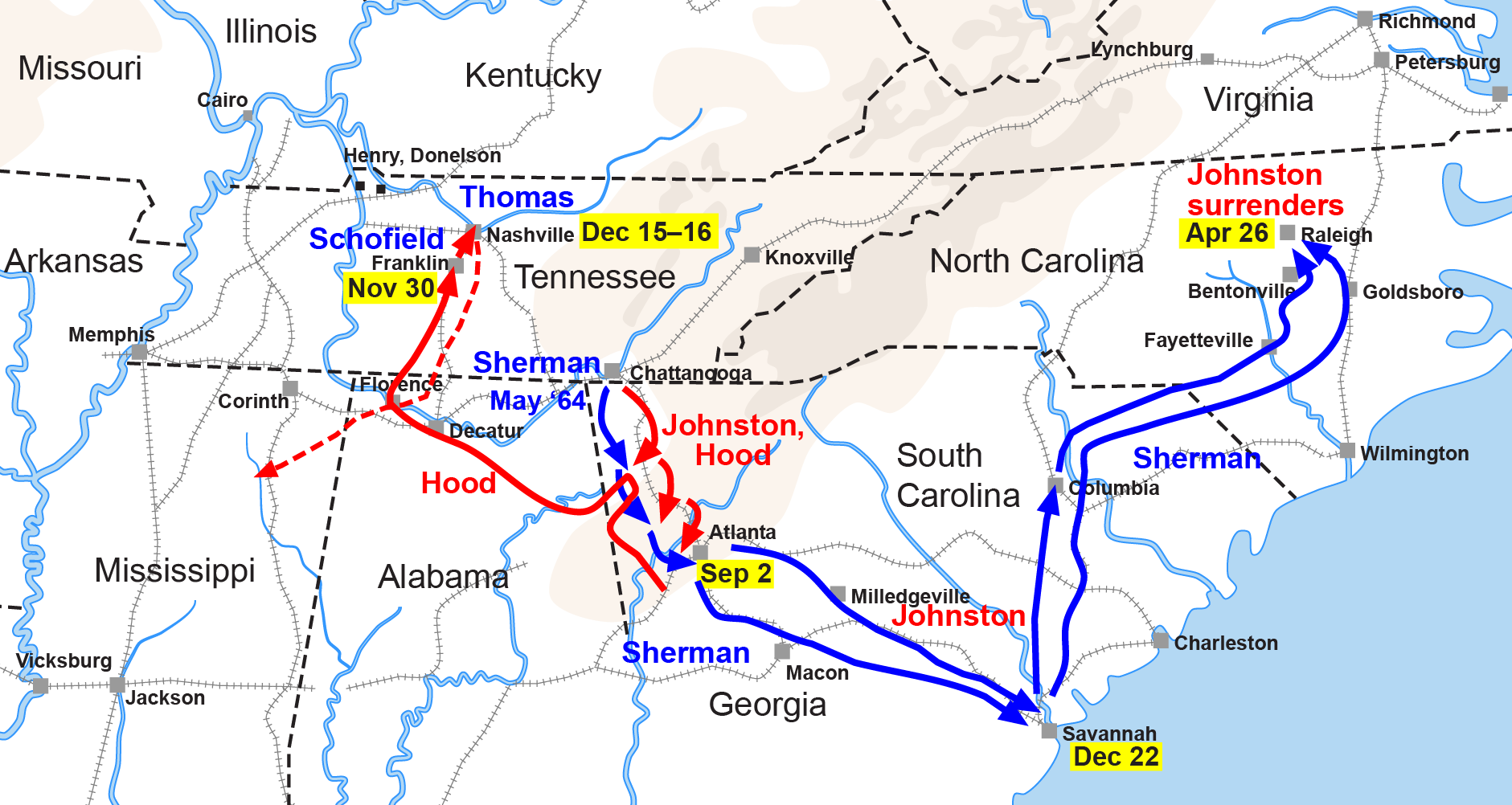
Марш до моря